# Chain Saw Confidential
Chain Saw Confidential: How We Made the World’s Most Notorious Horror Movie è un libro del 2013 scritto dall'attore Gunnar Hansen, meglio conosciuto come interprete di Leatherface nel film Non aprite quella porta del 1974. Il libro, pubblicato il 24 settembre 2013, fu la prima uscita della casa editrice Chronicle Books e racconta la lavorazione del celebre film slasher diretto da Tobe Hooper. Il libro è inedito in Italia.

## Descrizione
Chain Saw Confidential racconta il making of di Non aprite quella porta (The Texas Chain Saw Massacre) del 1974, e anche la sua travagliata distribuzione nei cinema, l'accoglienza critica, nonché il marketing. Il libro si addentra nella storia del film ma anche nella vita personale dello stesso Hansen. Il materiale dal quale attinge il libro è tratto da numerose interviste a membri del cast e della troupe cinematografica originale. La terza parte del libro è riservata alla percezione del film da parte dei fan e al suo lascito artistico quale opera cinematografica influente a livello mondiale.

## Origine

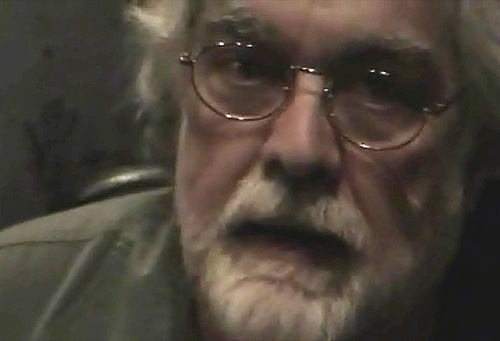
Gunnar Hansen nel 2006

Hansen cominciò a lavorare su Chain Saw Confidential dopo essere stato approcciato da vari editori interessati a una sua autobiografia. Non piacendogli l'idea che qualcun altro scrivesse un libro sulla sua vita, espresse invece il desiderio di scrivere un libro sul making of del primo storico The Texas Chain Saw Massacre. Altro input creativo per il libro fu il fatto che molti membri del cast originale del film erano deceduti nel corso degli anni, rendendo ormai impossibile avere la loro testimonianza circa la genesi dell'opera. Mentre organizzava il materiale per il libro, Hansen cercò di intervistare quante più persone possibili tra quanti avevano partecipato alla lavorazione del film. Di conseguenza, Hansen si trovò a dover trascrivere oltre "100,000 parole tratte da interviste". Inoltre, Hansen ricavò materiale anche dal progetto di una sua vecchia biografia scritta oltre vent'anni prima, ma mai completata.

## Accoglienza
L'accoglienza critica a Chain Saw Confidential fu generalmente positiva. Dread Central diede al libro 5 stelle su 5 scrivendo che "ogni fan di Non aprite quella porta dovrebbe possederne una copia, e anche ogni appassionato di film horror in generale dovrebbe leggerlo". Anche la rivista Starburst recensì favorevolmente il libro, riportando lo stesso giudizio.